# Trysegel

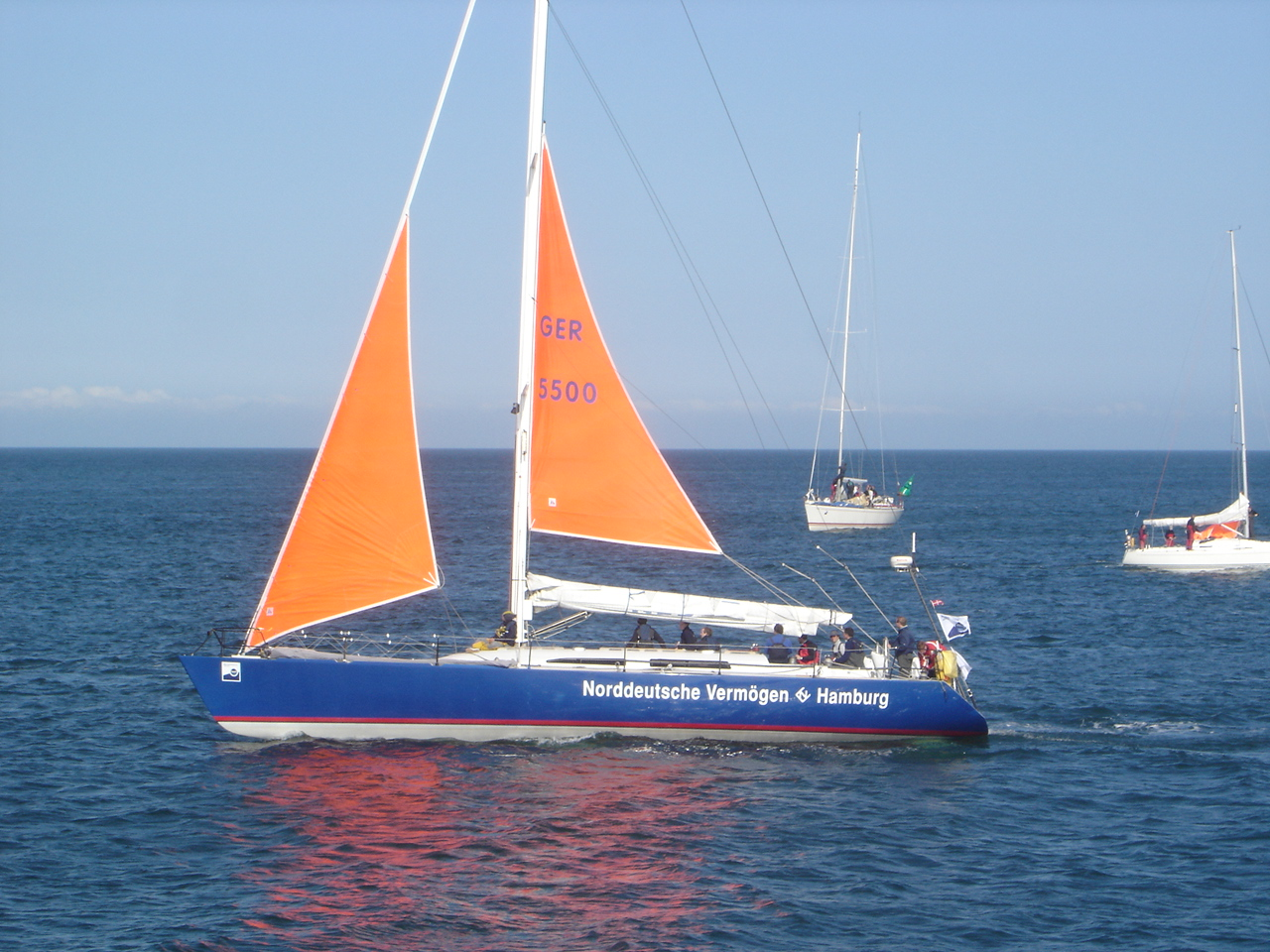
Trysegel (hinten) zusammen mit einer Sturmfock (vorne); angeschlagen auf einem Segelboot

Ein Trysegel (engl. Trysail, auch Treisegel oder Trisegel genannt) ist ein kleines dreieckiges Sturmsegel aus besonders widerstandsfähigem und schwerem Segeltuch, das bei Starkwind oder Sturm anstelle des Großsegels gesetzt werden kann. Im Gegensatz zum Großsegel wird das Trysegel in der Regel nicht am Baum gefahren, sondern das Schothorn wird direkt auf Klampen oder Umlenkrollen am Heck geführt. Dadurch kann der Baum festgezurrt werden und das Segel höher geschnitten sein. Dies verhindert bei schwerem Seegang, dass Wellen in das Segel schlagen und Segel oder Takelage beschädigen.
Das Trysegel wird dann verwendet, wenn – trotz Reffens des Großsegels – immer noch zu viel Segelfläche vorhanden ist oder sich das Großsegel nicht reffen lässt. Für das Trysegel wird häufig die Farbe Rot oder Orange gewählt, damit die bei Starkwind segelnde Yacht für andere Schiffe besser erkennbar bleibt und die auf Kollisionskurs liegenden Schiffe sich ggf. freihalten (ausweichen) können. Zum Trysegel wird eine Sturmfock gesetzt.